# Plectroglyphidodon leucozonus
Plectroglyphidodon leucozonus es una especie de peces de la familia Pomacentridae en el orden de los Perciformes.

## Morfología
Los machos pueden llegar alcanzar los 12 cm de longitud total.

## Hábitat
Es un pez de mar.

## Distribución geográfica
Se encuentra desde el Mar Rojo y el África Oriental hasta las Islas Marshall, Pitcairn, Japón y Australia.